# یاکا بلاژیچ
یاکا بلاژیچ (اسلوونیایی: Jaka Blažič؛ زادهٔ ۳۰ ژوئن ۱۹۹۰) بازیکن بسکتبال اهل اسلوونی است.
از باشگاه‌هایی که در آن بازی کرده‌است می‌توان به باشگاه بسکتبال بارسلونا، باشگاه بسکتبال آندورا، باشگاه بسکتبال ستاره سرخ بلگراد، و باشگاه بسکتبال ساسکی باسکونیا اشاره کرد.
وی در مسابقات کشوری و بین‌المللی در مجموع برندهٔ ۱ مدال طلا شده‌است.